# Letov Š-2

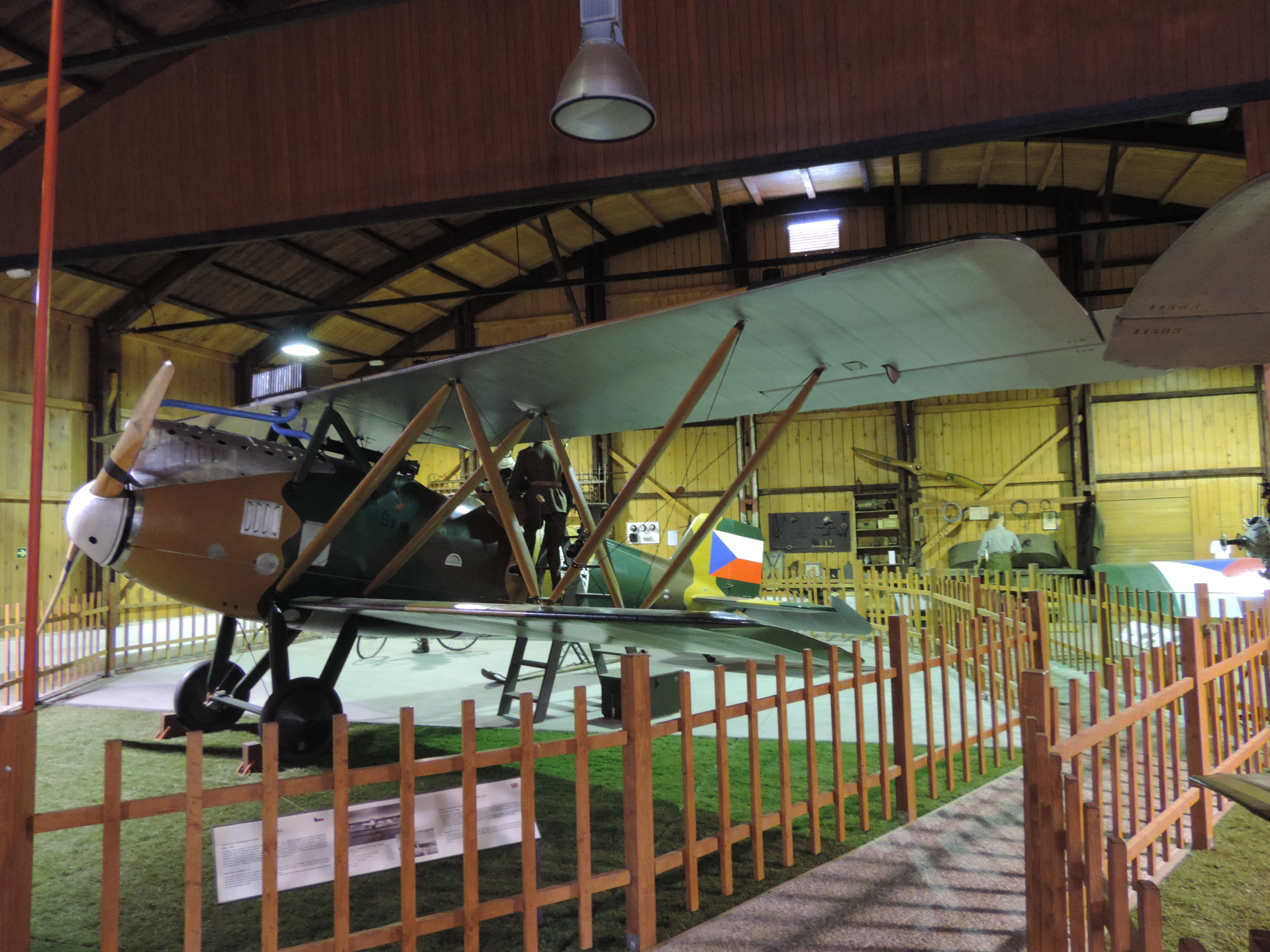
Letov Š-2

De Letov Š-2 (ook wel bekend als ŠM-1) is een Tsjechoslowaaks dubbelzits dubbeldekker verkenningsvliegtuig en lichte bommenwerper gebouwd door Letov. De Š-2 is ontworpen door ingenieur Alois Šmolík en werd eerst ŠM-1 genoemd. De eerste vlucht vond plaats in 1921. Zoals zoveel vliegtuigen uit die tijd is ook de Š-2 gebouwd uit hout, dat met doek is overspannen. De Š-2 is een verdere ontwikkeling op de Š-1, de belangrijkste verschillen zijn de sterkere motor, een Maybach Mb.IVa in plaats van een Hiero L, en de kortere spanwijdte, 13,02 m in plaats van 13,23 m. Er zijn 64 stuks van dit type gebouwd, waarvan een gedeelte bij Aero.
Naast een militaire versie van de Š-2 is er ook een commerciële versie van ontworpen, toen de Š-2 nog ŠM-1 werd genoemd. Deze versie werd ŠMA-1 (de exacte schrijfwijze is niet bekend) genoemd. Bij deze versie was de zitplaats voor de observeerder vervangen door een overkapte passagierscabine die plaats bood aan twee passagiers. Deze versie is nooit in serie productie gegaan.

## Versies
- Š-2: militaire verkenner en lichte bommenwerper, ook bekend als ŠM-1
- ŠMA-1: civiel passagiersvliegtuig

## Specificaties (Š-2)
- Bemanning: 2, een piloot en een observeerder
- Lengte: 8,52 m
- Spanwijdte: 13,02 m
- Hoogte: 3,20 m
- Vleugeloppervlak: 36,17 m2
- Leeggewicht: 970 kg
- Maximum start gewicht: 1 492 kg
- Motor: 1× Maybach Mb.IVa, 194 kW (260 pk)
- Maximumsnelheid: 190 km/h
- Kruissnelheid: 165 km/h
- Vliegbereik: 667 km
- Plafond: 6 500 m
- Bewapening:
  - 1× vooruit vurende 7,7 mm Vickers machinegeweer
  - 2× 7,7 mm Lewis machinegeweren in een flexibele houder
  - Tot maximaal 250 kg aan bommen

## Gebruikers
- Tsjechoslowakije